# Universele Witte Broederschap
De Universele Witte Broederschap is een syncretische religieuze beweging die in het begin van de 20e eeuw in Bulgarije werd opgericht door Peter Deunov en in 1937 in Frankrijk werd gevestigd door Omraam Mikhaël Aïvanhov (1900–1986), een van zijn volgelingen.
Hun leer is ook bekend als "Dunovisme", naar de oprichter. De groep is geïnspireerd door het universele esoterische christendom, en is uitgegroeid tot een spirituele beweging. Het is gekenmerkt door een aantal praktijken, waaronder gebed, meditatie, ademhalingsoefeningen, yoga en paneuritmie.
Een persoon kan zowel lid zijn van de groep als van een andere religie. In Frankrijk kreeg de groep in 1971 bekendheid in de media. De gemeenschap heeft twee centra in Fréjus en Sèvres. De Universele Witte Broederschap heeft 2.000 volgers in Frankrijk, en is aanwezig in een 20-tal landen, waaronder Canada, Zwitserland en België.
In de verslagen van 1995 en 1999 opgesteld door de Parlementaire Commissie voor Sekten in Frankrijk, wordt de groep als een sekte aangemerkt. De belangrijkste punten van kritiek van anti-sekteverenigingen zijn de vermeende schadelijke effecten van de leer op de psyche van sommige volgelingen, het dieet dat tot voedingstekorten kan leiden, en het autoritaire karakter van onderwijs.

## Geloofsprincipes
Het geloof heeft enkele fundamentele principes die vastgelegd werden door Aïvanhov waaronder:
- Centrale rol van de zon
- Broederschap
- Dualisme van de menselijke natuur
- Rol van de kunst
- Spiritueel werk
- Prenatale opvoeding: Volgens Aïvanhov wordt de toekomst van het kind volledig bepaald tijdens de negen maanden van de zwangerschap; hij legt de toekomstige moeders dan ook omstandige gedragslijnen op, om de ontwikkeling van hun kind te bevorderen.[8]